# Гайке Дене
Гайке Дене  (нім. Heike Dähne, 15 жовтня 1961) — німецька плавчиня, олімпійська медалістка.

## Виступи на Олімпіадах
| Олімпіада   | Дисципліна                            | Місце |
| ----------- | ------------------------------------- | ----- |
| Москва 1980 | плавання на 800 метрів вільним стилем | 3     |